# Perl Compatible Regular Expressions
Perl Compatible Regular Expressions (PCRE, Expresiones Regulares Compatibles con Perl en español) es una librería de C de expresiones regulares inspirada por Perl, escrita por Philip Hazel. La sintaxis de PCRE es mucho más poderosa y flexible que cualquier variante de expresiones regulares provistas por POSIX y otras muchas clásicas librerías de expresiones regulares. El nombre es un poco inexacto, debido al hecho de que PCRE y Perl tienen capacidades que no comparten entre ambos.
Un número prominente de programas open source, tales como el servidor HTTP Apache y los lenguajes de programación PHP y R incorporan la librería PCRE; y puede ser incorporada en software propietario también debido a su licencia BSD. Para Perl 5.10, PCRE también está disponible como un reemplazo para el motor por defecto de expresiones regulares de Perl a través del módulo re::engine::PCRE.
La librería puede ser compilada utilizando configure y make (típicamente usados en sistemas Unix-like), así como también en Unix, Windows y otros entornos utilizando CMake. Numerosas configuraciones por defecto son elegidas al momento de compilación. Como adición a la librería PCRE, una capa de POSIX C, una capa nativa de C++ contribuida por Google, varios programas de prueba, y la utilidad pcregrep son incluidas en la distribución y son compiladas junto con la librería. La librería PCRE solo provee la función de encontrar expresiones iguales; la capa de C++, si es usada, agrega funcionalidad de igualdad y reemplazo.
- Datos: Q125267